# تشاه باغي حر (مقاطعة فارياب)
تشاه باغي حر (بالفارسية: موتور چاه بگی جور) هي مستوطنة تقع في كرمان في إيران. يقدر عدد سكانها بـ 407 نسمة بحسب إحصاء 2016.